# Ca n'Ainé
Ca n'Ainé és un antic molí i masia del poble de Bigues, en el terme municipal de Bigues i Riells, a la comarca catalana del Vallès Oriental.
L'antic molí i masoveria, reconvertit en casa familiar, és a l'esquerra del Tenes, a l'extrem sud-oriental del Rieral de Bigues. És a llevant de la Baliarda, al nord-oest de Can Coix i a ponent de Can Gaietà. És a la dreta del torrent de Can Vedell, just al nord-oest d'on aquest torrent s'aboca en el Tenes.
La masia està catalogada com a Element d'interès municipal al Pla d'ordenació urbanística municipal (POUM) per l'ajuntament de Bigues i Riells.